# Wielki Szlem (rugby union)
Wielki Szlem (ang. Grand Slam, wal. Y Gamp Lawn, fr. Le Grand Chelem) – w rugby union dla zespołów z półkuli północnej oznacza pokonanie wszystkich przeciwników w jednym sezonie podczas Pucharu Sześciu Narodów, dla drużyn z półkuli południowej natomiast zwycięstwo nad każdą z czterech reprezentacji z Wysp Brytyjskich (Anglią, Irlandią, Szkocją i Walią) podczas jednego tournée po Europie. Za to osiągnięcie nie jest przyznawane żadne fizyczne trofeum.

## Puchar Pięciu/Sześciu Narodów
W Pucharze Sześciu Narodów oraz jego poprzedniku – Pucharze Pięciu Narodów – Wielkiego Szlema zdobywa drużyna, która w danym sezonie tych rozgrywek zwycięży w meczach z wszystkimi pozostałymi zespołami. Tytuł ten nie przysługiwał podczas rozgrywanych w latach 1883–1909 i 1932–1939 Home Nations Championship z udziałem jedynie drużyn z Wysp Brytyjskich, to bowiem osiągnięcie nagradzane jest Triple Crown. Wyjątkiem były lata 1908 i 1909, gdzie retrospektywnie przyznano Walii Wielkiego Szlema, ponieważ rozegrała również zwycięskie mecze z Francją, która oficjalnie dołączyła do turnieju w 1910 roku.
W przeciwieństwie do takich wyrażeń jak Wooden Spoon i Triple Crown, używanych od lat dziewięćdziesiątych XIX wieku, pierwszy raz określenie Grand Slam w odniesieniu do rugby union pojawiło się w marcu 1957 roku w brytyjskiej prasie – The Times oraz The Daily Telegraph – na określenie wyczynu reprezentacji Anglii, która pokonała wszystkich czterech rywali podczas Pucharu Pięciu Narodów.
Do roku 2019 włącznie Wielkiego Szlema zdobyto 40 razy. Pięciokrotnie w historii zdarzyło się, że drużyna pokonała wszystkich przeciwników dwa lata z rzędu – Walia w 1908–1909, Francja w 1997–1998, Anglia natomiast w 1913–1914, 1923–1924 i 1991–1992. Przed rokiem 2000 każdy zespół rozgrywał po dwa mecze u siebie i na wyjeździe. W związku z dołączeniem do turnieju Włochów, drużyny rozgrywają po pięć spotkań – w jednym roku dwa u siebie i trzy na wyjeździe, a w kolejnym te proporcje odwracają się. W 2002 roku Francuzi zdobyli pierwszego Wielkiego Szlema złożonego z pięciu zwycięstw, natomiast Walia w 2005 roku jako pierwsza osiągnęła to grając więcej meczów na wyjeździe niż na własnym stadionie.
| Zespół   | Łącznie tytułów | Home Nations | Puchar Pięciu Narodów                                            | Puchar Sześciu Narodów |
| -------- | --------------- | ------------ | ---------------------------------------------------------------- | ---------------------- |
| Anglia   | 13              | –            | 1913, 1914, 1921, 1923, 1924, 1928, 1957, 1980, 1991, 1992, 1995 | 2003, 2016             |
| Walia    | 12              | 1908, 1909   | 1911, 1950, 1952, 1971, 1976, 1978                               | 2005, 2008, 2012, 2019 |
| Francja  | 9               | –            | 1968, 1977, 1981, 1987, 1997, 1998                               | 2002, 2004, 2010       |
| Szkocja  | 3               | –            | 1925, 1984, 1990                                                 | –                      |
| Irlandia | 3               | –            | 1948                                                             | 2009, 2018             |
| Włochy   | 0               | –            | –                                                                | –                      |

## Wielkoszlemowe tournée
Wielkoszlemowe tournée (ang. Grand Slam tour) podejmowane jest przez zespół z południowej półkuli – Australię, Nową Zelandię i RPA – który rozgrywa testmecze z każdą z czterech narodowych reprezentacji z Wysp Brytyjskich podczas jednej wyprawy do Europy. Odniesienie zwycięstw nad Anglią, Irlandią, Szkocją i Walią oznacza zdobycie Wielkiego Szlema.
Do 2012 roku w dwudziestu sześciu próbach ta sztuka udała się gościom dziewięciokrotnie – czterokrotnie triumfowali Springboks i All Blacks, a raz Wallabies. Zawodnicy z Afryki Południowej zdobyli Wielkiego Szlema w pierwszych czterech próbach, dodatkowo w 1913 i 1952 roku pokonując jeszcze Francuzów, z kolei ostatnie cztery próby Nowozelandczyków zakończyły się sukcesem. Australijczycy swojego jedynego Wielkiego Szlema zdobyli zaś w 1984.
Tylko raz zdarzyła się jednoczesna próba jego osiągnięcia, w 2010 roku zarówno Nowozelandczycy, jak i rugbyści z RPA, w swoich meczowych planach uwzględnili wszystkie cztery Home Nations. Australijczycy byli natomiast autorami „Wielkiego Szlema porażek” przegrywając wszystkie testmecze podczas tournée na przełomie lat 1957 i 1958.
| Reprezentacja              | Wielki Szlem | Rok       |
| -------------------------- | ------------ | --------- |
| Nowa Zelandia              |              | 1905–1906 |
| Afryka Południowa          |              | 1906      |
| Związek Południowej Afryki | T            | 1912–1913 |
| Australia                  |              | 1927–1928 |
| Związek Południowej Afryki | T            | 1931–1932 |
| Nowa Zelandia              |              | 1935–1936 |
| Australia                  |              | 1947–1948 |
| Związek Południowej Afryki | T            | 1951–1952 |
| Nowa Zelandia              |              | 1953–1954 |
| Australia                  |              | 1958      |
| Związek Południowej Afryki | T            | 1960–1961 |
| Nowa Zelandia              |              | 1963–1964 |
| Australia                  |              | 1966–1967 |
| Południowa Afryka          |              | 1969–1970 |
| Nowa Zelandia              |              | 1972–1973 |
| Australia                  |              | 1975–1976 |
| Nowa Zelandia              | T            | 1978      |
| Australia                  |              | 1981–1982 |
| Australia                  | T            | 1984      |
| Południowa Afryka          |              | 1998      |
| Południowa Afryka          |              | 2004      |
| Nowa Zelandia              | T            | 2005      |
| Nowa Zelandia              | T            | 2008      |
| Australia                  |              | 2009      |
| Nowa Zelandia              | T            | 2010      |
| Południowa Afryka          |              | 2010      |
| Australia                  |              | 2013      |
| Australia                  |              | 2016      |

| RPA           | 4 | 1912–1913, 1931–1932, 1951–1952, 1960–1961 |
| Nowa Zelandia | 4 | 1978, 2005, 2008, 2010                     |
| Australia     | 1 | 1984                                       |